# تساخت (آيت يحيا)
تساخت هو دُوَّار يقع بجماعة أغبالو أنكردوس، إقليم الرشيدية، جهة درعة تافيلالت في المملكة المغربية. ينتمي الدوّار لمشيخة آيت يحيا التي تضم 7 دواوير. يقدر عدد سكانه بـ 603 نسمة حسب الإحصاء الرسمي للسكان والسكنى لسنة 2004.

## روابط خارجية
- البوابة الوطنية للجماعات الترابية نسخة محفوظة 12 مارس 2018 على موقع واي باك مشين.
- المندوبية السامية للتخطيط